# Kenneth Asamoah
Kenneth Asamoah Boateng (Accra, 1º agosto 1988) è un ex calciatore ghanese, di ruolo attaccante.

## Carriera

### Club
Dopo gli esordi nella massima serie ghanese con l'Asante Kotoko, nella stagione 2008-2009 ha segnato 2 gol in 17 partite nel Jagodina, squadra della massima serie serba; è rimasto nel club anche nella stagione successiva, nella quale ha disputato 3 partite senza segnare nessuna rete. In seguito ha giocato per due anni consecutivi in Tanzania nello Young Africans e per un anno nel Vaslui, squadra della massima serie rumena, con cui non è mai sceso in campo in partite ufficiali. Dal 2013 al 2016 gioca nel Medeama, squadra della massima serie ghanese, con cui ha anche giocato 2 partite nella CAF Champions League. Nella stagione 2016-2017 torna a giocare nella prima divisione serba, al Borac Čačak, con cui disputa però solamente una partita di campionato.

### Nazionale
Conta 2 presenze con la nazionale ghanese.

## Palmarès

### Club

#### Competizioni nazionali
- Campionato ghanese: 1

Asante Kotoko: 2007-2008
- Coppa del Ghana: 2

Medeama: 2013, 2015
- Ghana Annual Republic Day Cup: 1

Asante Kotoko: 2008
- Ghana SWAG Cup: 1

Asante Kotoko: 2008
- Campionato tanzaniano: 1

Young Africans: 2011

#### Competizioni internazionali
- Coppa Kagame Inter-Club: 1

Young Africans: 2011